# The Haunted Airman
The Haunted Airman è un film per la televisione del 2006, diretto da Chris Durlacher e interpretato da Robert Pattinson. La pellicola è andata in onda sulla BBC inglese in lingua originale e la storia è stata tratta dal romanzo di Dennis Wheatley intitolato The Haunting of Toby Jugg.

## Trama
Il giovane pilota Toby Jugg viene abbattuto con il suo aereo nel corso di un bombardamento sulla città di Dresda, durante la seconda guerra mondiale. Questo incidente, lo costringe sulla sedia a rotelle e sua zia Julia, decide di portarlo in una castello nel Galles, diretto dal dottor Hal Burns, nel quale si spera che riesca a recuperare almeno dal punto di vista emotivo. La permanenza in questa specie di casa di cura, nella quale si trovano altri ospiti, porterà questo travagliato giovane uomo che ritorna dalla guerra ad affrontare nuovi terrori. La sua unica valvola di sfogo sono le sigarette, di cui abusa, e la vicinanza di sorella Sally, una suora dell'istituto che cerca di lenire i suoi dolori, sia fisici che mentali. Sofferenza, terribili incubi e visioni portano Toby ad indagare sui metodi del suo psichiatra. La sua bella zia Julia, con la quale Toby ha un rapporto che va al di là della parentela, sembra essere l'unica persona in grado di dargli fiducia, fino a quando le circostanze rendono dubbie anche le sue intenzioni. Toby comincia a soffrire di allucinazioni e durante la notte rivive i terribili momenti che lo hanno portato sulla sedia a rotelle. Rifiuta l'aiuto del dottor Burns e comincia a soffrire di disordini psicologici che lo porteranno a dubitare di tutti e di tutto, fino alla decisione finale che, spera, gli porterà finalmente un po' di pace.

## Il romanzo
La sceneggiatura del film è tratta dal romanzo di Dennis Wheatley The Haunting of Toby Jugg del 1948. Il romanzo è un esempio di thriller psicologico, con temi occulti. Wheatley cercò all'epoca, di incorporare in una storia di possesso diabolico e di follia una situazione nuova: i soldati britannici resi disabili dalle varie esperienze della seconda guerra mondiale, affrontando l'argomento dal punto di vista cinico del protagonista Toby Jugg.

## Distribuzione
Il film è stato trasmesso dalla tv inglese sul canale della BBC il 31 ottobre del 2006. La pellicola è uscita in Italia distribuita direttamente per il mercato home video.